# Hotell Havsbaden

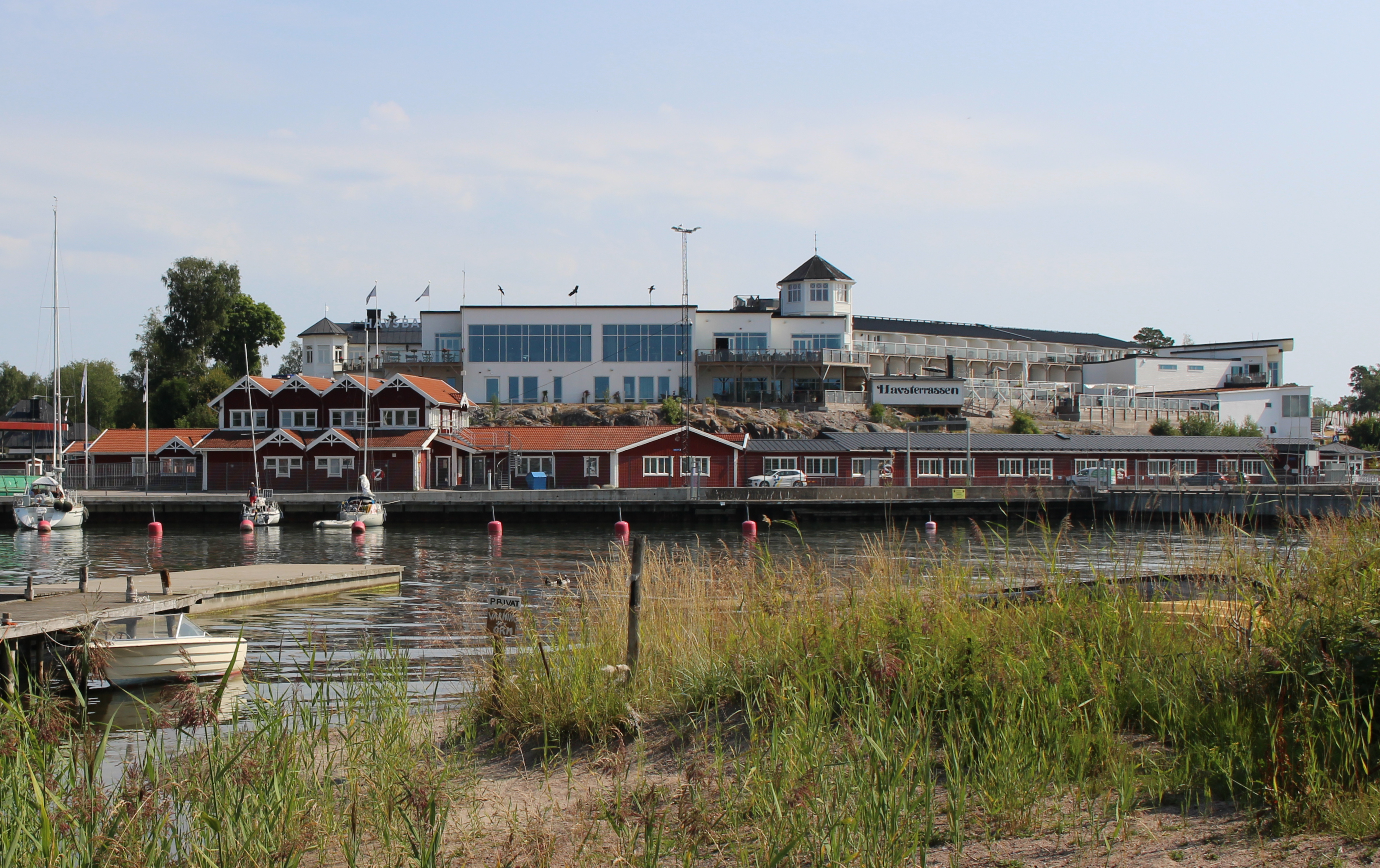
Vy mot Hotell Havsbaden som är den vita byggnaden.

Hotell Havsbaden i Grisslehamn på Väddö grundades 1903 och är i dag ett konferens-, spa- och weekendhotell. Det ligger uppe på en klippa precis vid mynningen mot Ålands hav och har utsikt mot vattnet. Strax nedanför går Eckerölinjen till Åland. I närheten finns också övriga hamnen, campingplats och  Albert Engström-museet.